# Sawa (Zembillas)
Sawa, imię świeckie Savvas Zembillas, ur. 11 czerwca 1957 w Gary) – amerykański duchowny prawosławny pochodzenia greckiego, od 2011 metropolita Pittsburgha.

## Życiorys
Święcenia prezbiteratu przyjął 8 stycznia 1995. 2 lutego 2002 otrzymał chirotonię biskupią. Od 2011 r. jest metropolitą Pittsburgha w Greckiej Prawosławnej Archidiecezji Ameryki. 